# Madison County (Alabama)
Madison County is een county in de Amerikaanse staat Alabama.
De county heeft een landoppervlakte van 2.085 km² en telt 276.700 inwoners (volkstelling 2000). De hoofdplaats is Huntsville.

## Bevolkingsontwikkeling

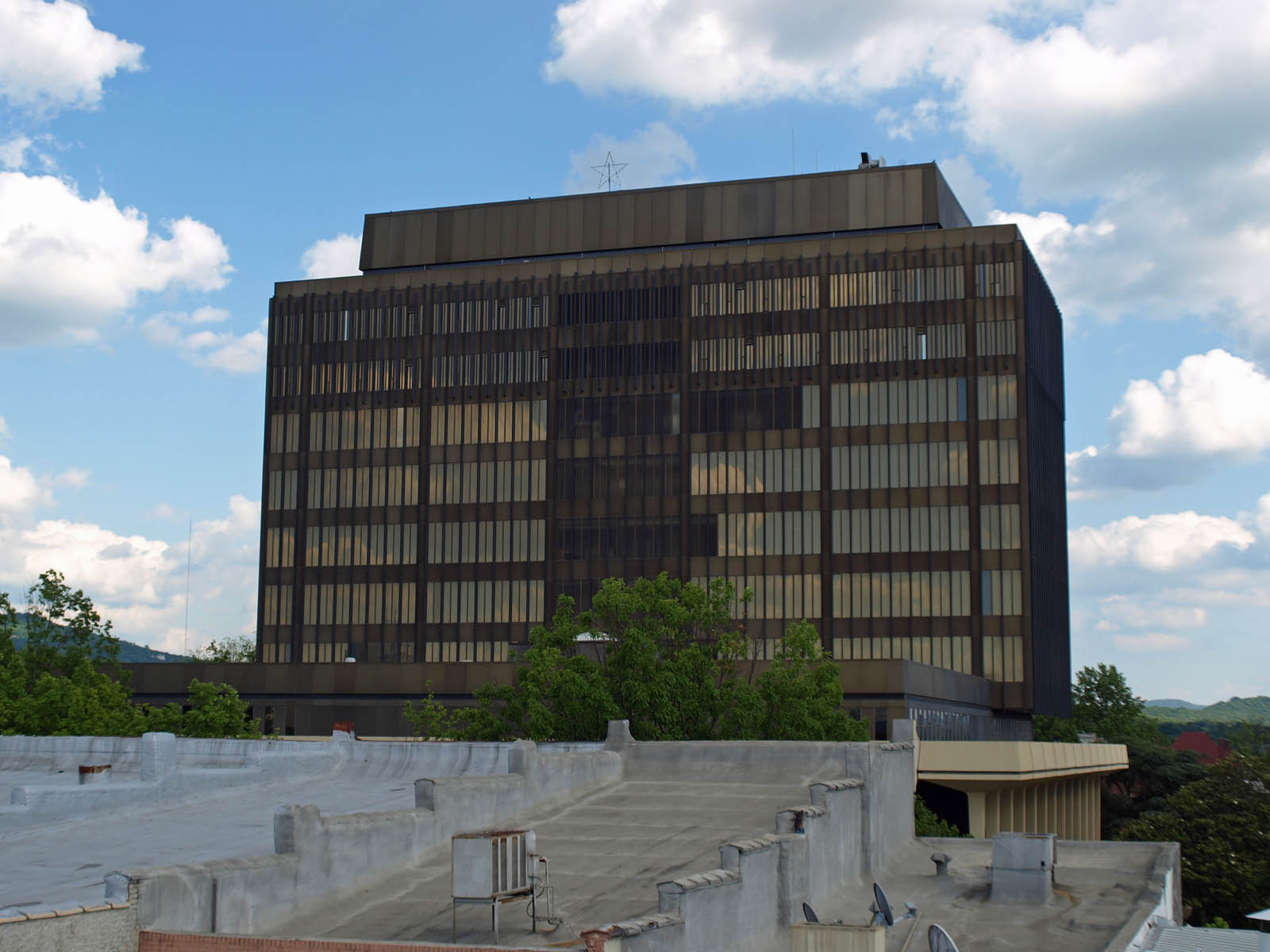
Madison County Courthouse